# Living Colour
Living Colour és un grup de rock format l'any 1984 per músics de Nova York, als Estats Units. Fusiona gèneres com funk, heavy metal, hard rock, free jazz i hip-hop. Després de dissoldre's el gener de 1995, l'agrupació va anunciar la seva reunió a principis de 2001.

## Història

### Inicis
La banda va començar com a trio: Vernon Reid (guitarrista), Muzz Skillings (baixista) i Will Calhoun (bateria). Més tard Corey Glover (veu) va ser integrat a la banda després que Vernon Reid el sentís cantar l'«Aniversari feliç» a casa d'un amic.
El grup va actuar durant uns anys per clubs i sales dels Estats Units, fent habituals els seus concerts al CBGB de Nova York, previ al seu primer disc. Vernon Reid era l'únic que comptava amb experiència musical, ja que havia enregistrat amb l'equip experimental de jazz de Ronald Shannon Jackson (qui es va integrar a principis de la dècada de 1980) i també amb Defunkt, Public Enemy i Bill Frisell.

### Popularitat
Mick Jagger, vocalista dels Rolling Stones, va fer que Living Colour produís una maqueta i signés un contracte amb una discogràfica, després de quedar impressionat per un concert de la banda. A mitjan de l'any 1988, Living Colour enregistren el seu primer disc Vivid, amb la producció de Ed Stasium i Mick Jagger. L'èxit del disc va ser acompanyat de nombrosos premis, entre els quals el seu primer Grammy en la categoria de Best Hard Rock Performance el 1989, gràcies principalment a l'èxit de la cançó «Cult of Personality», que va aconseguir difusió constant en emissores radiofòniques i al canal MTV. Van tenir la seva primera gran gira com a teloners dels Rolling Stones, en la gira del disc Steel Wheels.
Time's Up va ser el segon àlbum que va sortir el 1990, i va revelar tocs experimentals, amb més arranjaments, jugant amb la música afro-llatina a la cançó «Solace Of You», la psicodelia a «Fight The Fight» i un so hardcore thrash del tema que dona títol a l'àlbum. La cançó «Love Rears It's Ugly Head» els manté a les llistes d'èxits, tot i que l'impacte del disc és menor. Aquell any reben un altre Grammy a la Best Hard Rock Performance. La presència compositiva de Vernon Reid és menor, resultant un treball més cooperatiu. Poc després la banda es va embarcar en la seva primera gira europea en solitari.
Biscuits, editat en 1991, és un EP amb material en directe (com les versions «Talkin’ Loud And Sayin’ Nothing», de James Brown, i «Burning of the Midnight Lamp», de Jimi Hendrix) i altres temes que no van ser publicats al Time's Up!, com «Money Talks». Muzz Skillings va abandonar la banda per diferències musicals l'any 1992 i el va substituir el baixista Doug Wimbish, que venia de tocar amb el grup Tackhead.
L'any 1993 van treure el disc Stain, començant una nova etapa d'èxits, gires mundials i vendes milionàries. El so es va tornar més fosc i heavy que els seus anteriors de llarga durada. Aquest mateix any, van participar al costat de Run DMC a la cançó «Me, Myself & My Microphone» per a la banda sonora de la pel·lícula Judgment Night. També van incloure una versió del tema «Crosstown Traffic» per a l'àlbum tribut a Jimi Hendrix Stone Free, i una altra del clàssic «Sunshine Of Your Love», del grup Cream, per a la pel·lícula True Lies, però les coses no anaven bé dins el grup, que va acabar separant-se al gener de l'any 1995, per diferències musicals.

### Nou mil·lenni
Al Nadal de l'any 2000, Vernon Reid va tocar amb el grup Head Fake, un projecte de Will Calhoun i Doug Wimbish. El concert es va realitzar en el CBGB de Nova York amb el cartell Headfake and Surprise Musical Guest. La formació completa de Living Colour va interpretar diversos clàssics de la banda i Corey Grover va cantar algun tema. Després de la reunió, van sorgir petites gires per la Costa Oest, Europa i Sud-amèrica. Després d'un any i mig component, Living Colour va llançar CollideØscope després de deu anys sense enregistrar junts.
El 2007 participen del recital tribut a Jimi Hendrix anomenat Experience Hendrix, realitzat en el Paramount Theatre de Seattle, al costat de Kenny Wayne Shepherd, Indigenous, Double Trouble, Hubert Sumlin, Paul Rodgers i els ex membres de les bandes del guitarrista Buddy Miles i Mitch Mitchell. L'esdeveniment va ser editat en DVD, en el qual Living Colour registra versions de «Power of Soul» i «Crosstown Traffic».
Al setembre de 2009 van treure el seu cinquè àlbum d'estudi, The Chair in the Doorway, el qual va rebre bones crítiques per part de la premsa especialitzada i va ser el primer d'entrar a les llistes de vendes des de Stain.
L'any 2011 la banda va tornar a tenir certa repercussió ja que la cançó «Cult of Personality» es va convertir en la peça musical que donava l'entrada del lluitador Phil Brooks, més conegut pel seu nom CM Punk, en la WWE.
L'any 2013 la banda va tenir una presentació especial en el WrestleMania 29 per interpretar «Cult Of Personality».
Posteriorment l'any 2016, de les sessions d'estudi prèvies al seu àlbum programat per a inicis de 2017 Shade, enregistren set cançons; de les quals s'extreu el senzill i videoclip de la banda «Who Shot Ya?» una versió de la popular cançó de l'artista The Notorious B.I.G. juntament amb altres sis cançons i versions que la banda li fa a altres artistes, com The Jackson 5.

## Membres

### Actuals

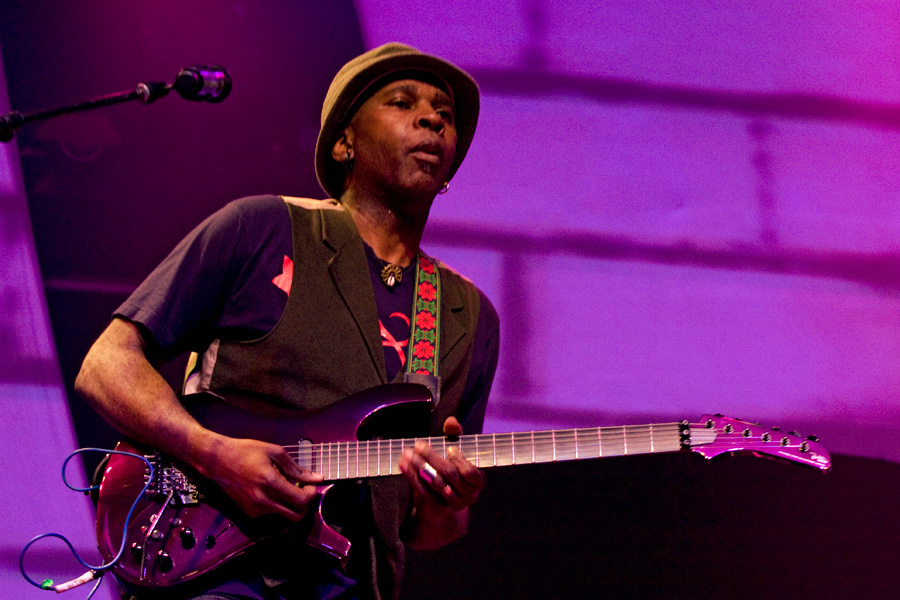
Vernon Reid, guitarra (1984 - 1995, 2000 - present)
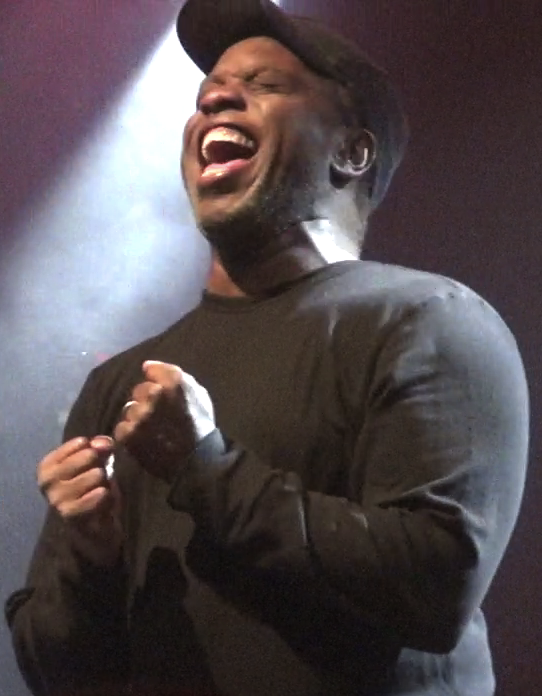
Corey Glover, vocalista (1984 - 1995, 2000 - present)
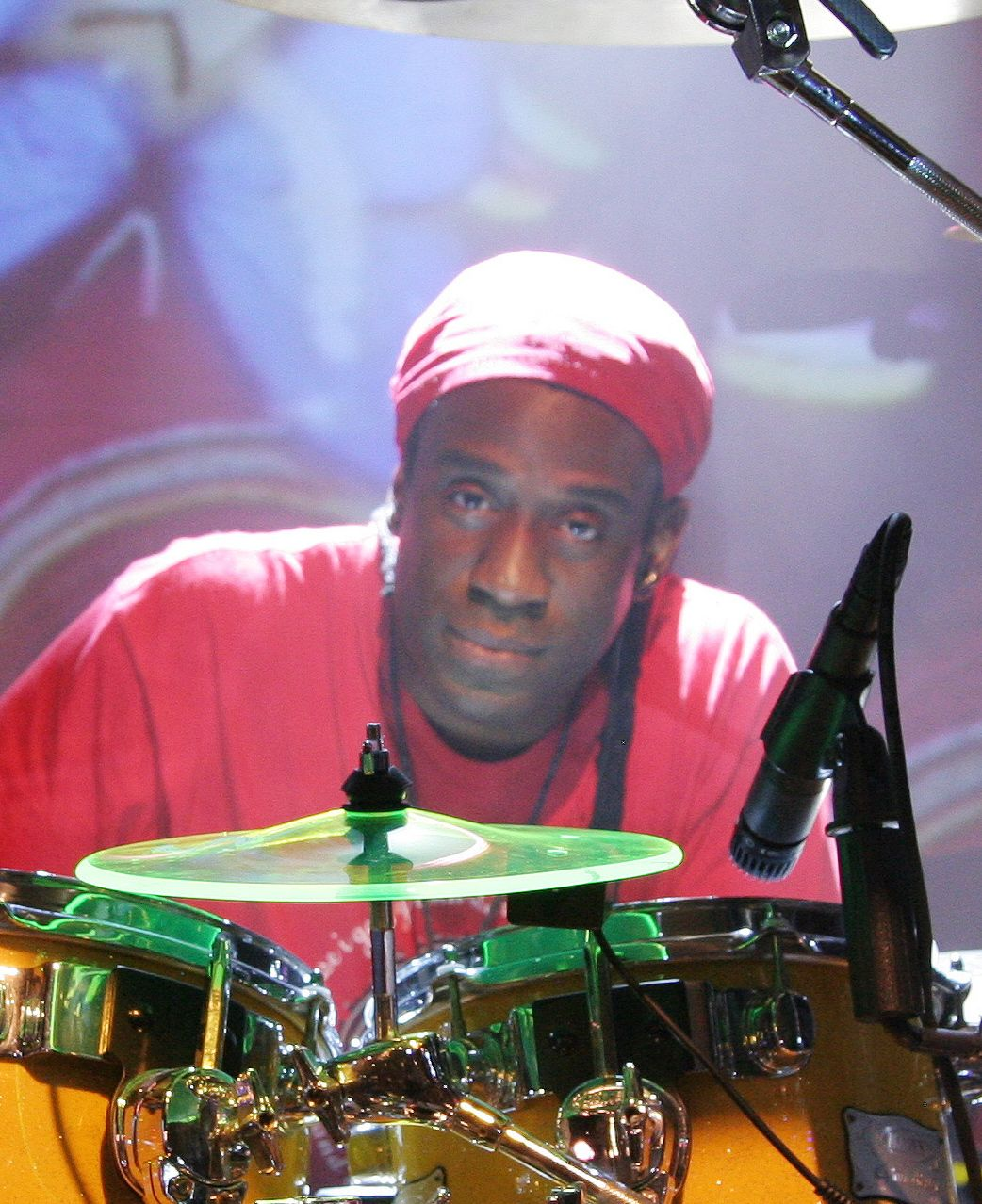
Will Calhoun, bateria (1984 - 1995, 2000 - present)
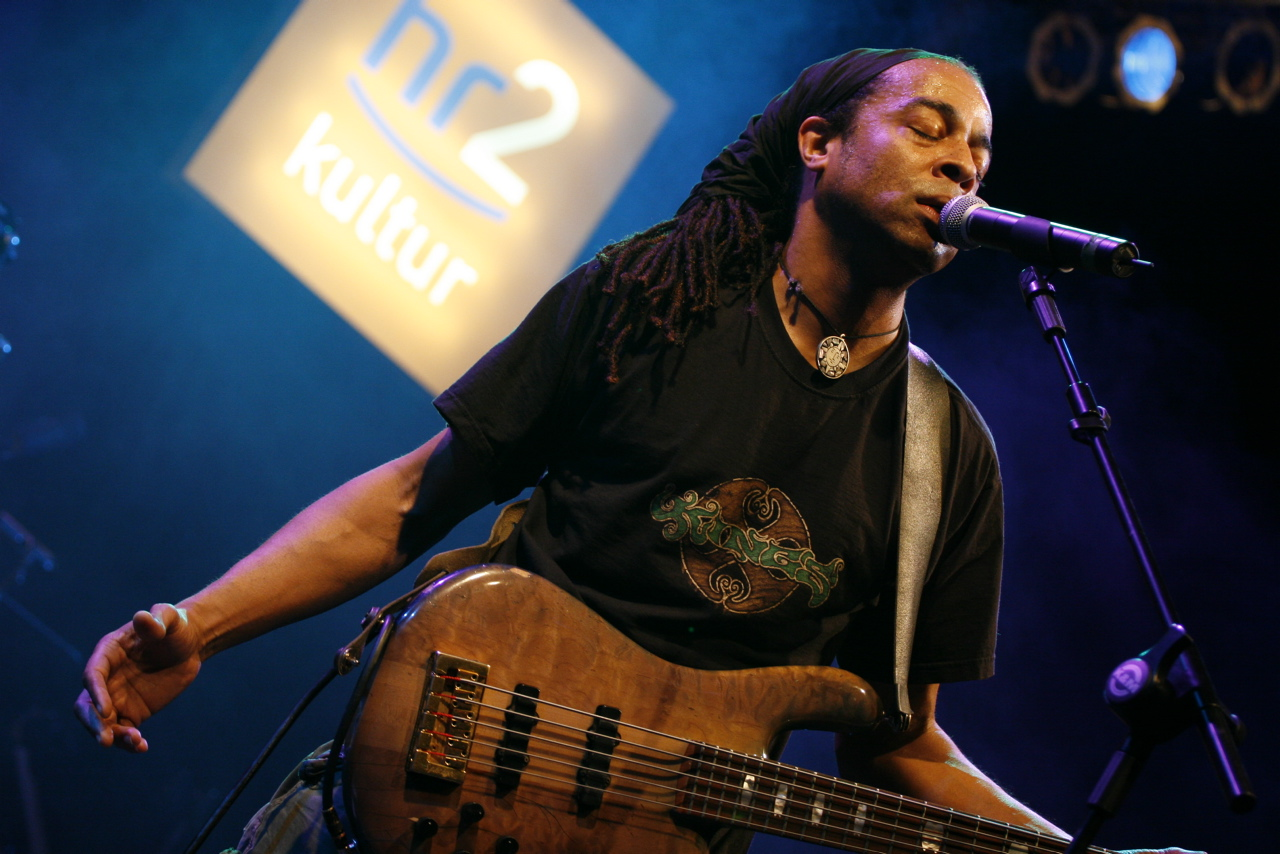
Doug Wimbish, baixista (1992 - 1995, 2000 - present)

### Antics
- Muzz Skillings - baix (1984 - 1992)

## Discografia
Àlbums d'estudi

- Vivid (1988)
- Time's Up (1990)
- Biscuits (1991) -EP-
- Stain (1993)
- CollideØscope (2003)
- The Chair in the Doorway (2009)
- Shade (2017)

Àlbums en directe

- A Physical Experience (1992, gravat en viu a Chicago al novembre de 1991)
- Live at CBGB's (2004, gravat en viu l'any 1989)
- Instant Live: Avalon, Boston, DT. 10/17/04 (2005, gravat en viu el 2004)

Àlbums recopilatoris i de rareses

- Dread (1994)
- Pride (1995)
- Super Hits (1998)
- Play It Loud (1998)
- What's Your Favorite Color?: Remixes, B-Sides and Rarities (2005)
- Everything Is Possible: The Very Best of Living Colour (2006)

Senzills

- "Cult of Personality" (1988)
- "Glamur Boys" (1988)
- "Memories Can't Wait" (1989)
- "Open Letter (To A Landlord)" (1989)
- "Love Rears Its Ugly Head" (1991)
- "Solaci Of You" (1991)
- "Pride" (1992)
- "Fight The Fight" (1992)
- "Nothingness" (1993)
- "Ausländer" (1993)
- "Sunshine Of Your Love" (1994)

Vídeos

- Official Lively Bootleg (1989)
- Primer (1989)
- Time Tunnel (1991)
- Fight The Fight (1992)

DVD

- On Stage at World Cafe Live (2007)